# Colt's New Model Revolving rifle
O Colt's New Model Revolving rifle ("rifle revólver"), foi o primeiro rifle de repetição produzido pela Colt's Manufacturing Company de 1855 a 1864. O design era essencialmente semelhante às pistolas do tipo revólver, com um cilindro rotativo com capacidade de cinco ou seis disparos ao estilo "cap and ball", em uma variedade de calibres de .36 a .64 polegadas. Eles foram baseados principalmente no "Colt Model 1855 Sidehammer Pocket Revolver" desenvolvido por Elisha K. Root. Pistolas e rifles "revólveres" Colt eram atraentes principalmente por causa de sua alta cadência de tiro. Eles foram usados de forma limitada pelo pessoal do Pony Express e fizeram uma breve aparição na Guerra Civil Americana. No entanto, os rifles geralmente não eram apreciados pelos soldados e acabaram sendo descontinuados devido a sérias falhas de projeto.

## Histórico
Os "rifles revólveres" foram uma tentativa de aumentar a cadência de disparo dos rifles, combinando-os com o mecanismo de disparo de tambor giratório que havia sido desenvolvido anteriormente para pistolas. A Colt começou a fazer experiências com "rifles revólveres" no início do século XIX, tornando-os em uma variedade de calibres e comprimentos de cano.

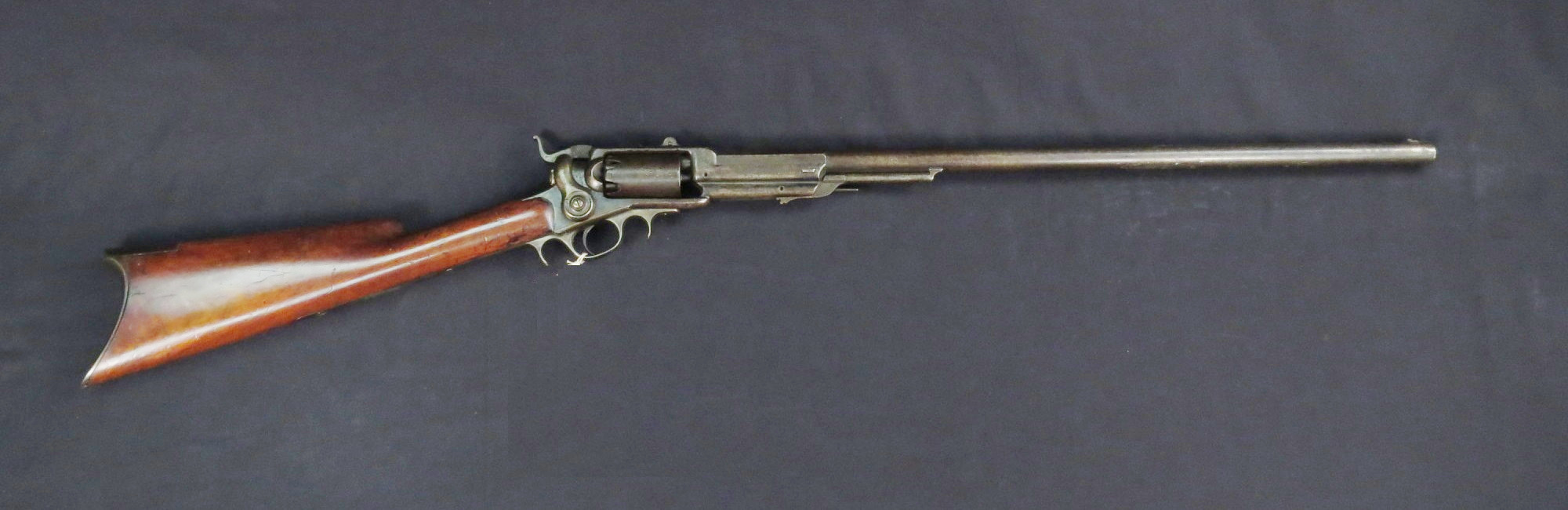
Um Colt Revolving Rifle 1st Model.

Os "rifles revólveres" Colt foram os primeiros rifles de repetição adotados pelo governo dos Estados Unidos, mas eles tinham seus problemas. Eles foram oficialmente dados aos soldados por causa de sua cadência de tiro. Mas depois de disparar seis tiros, o atirador demorava muito para recarregar. Ocasionalmente, os rifles Colt disparavam todos os tiros de uma vez, colocando o atirador em perigo. Mesmo assim, um dos primeiros modelos foi usado nas Guerras Seminole em 1838.
Em março de 1836, a Colt formou a "Patent Arms Company" e começou a operar em uma fábrica de seda não utilizada ao longo das margens do rio Passaic em Paterson, New Jersey. Seu primeiro produto foi um "rifle revólver" com alavanca em forma de anel, disponível nos calibres .34, .36, .38, .40 e .44, em que um anel localizado à frente do gatilho servia para engatilhar o martelo e avançar o cilindro para cada tiro. Isso foi logo seguido por uma pistola de tambor giratório. Esses revólveres "Paterson" de cinco tiros apresentavam gatilhos dobráveis e estavam disponíveis com e sem alavancas de carregamento nos calibres .28, .31 e .36.

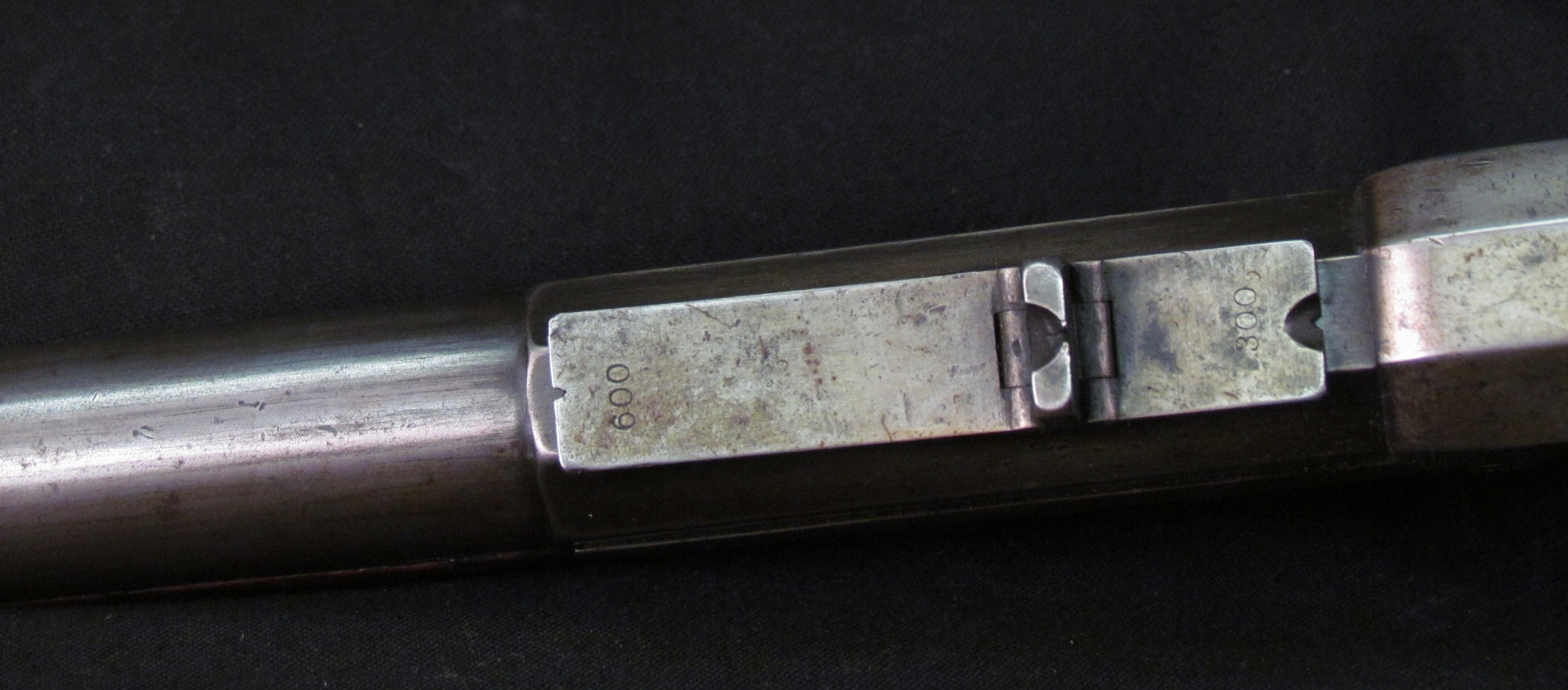
Close da alça de mira de um Colt Revolving Rifle 1st Model
com regulagens para 100 (centro), 300 e 600 jardas.

A "Patent Arms" produziu carabinas e espingardas "revólveres" de cano de alma lisa. A eclosão da guerra entre o governo dos EUA e a tribo Seminole proporcionou a Colt sua primeira chance. Os guerreiros seminoles haviam aprendido que os soldados ficavam vulneráveis ao recarregar suas armas de tiro único e desenvolveram uma tática de atrair fogo e, em seguida, atacar os soldados temporariamente indefesos e eliminá-los antes que pudessem disparar uma segunda salva. Os "rifles revólveres" da Colt foram bastante eficazes contra isso, e o exército comprou seus produtos para uso pelas tropas na campanha da Flórida.
Em 1855, com sua patente do Model 1855, a Colt apresentou um revólver de "gatilho espora" com um cilindro totalmente envolvido pelo corpo da arma. Esses revólveres foram oficialmente chamadas de "Sidehammer", mas também eram conhecidas como "Root" em homenagem a Elisha K. Root, que na época trabalhava como superintendente e engenheiro-chefe da fábrica da Colt.

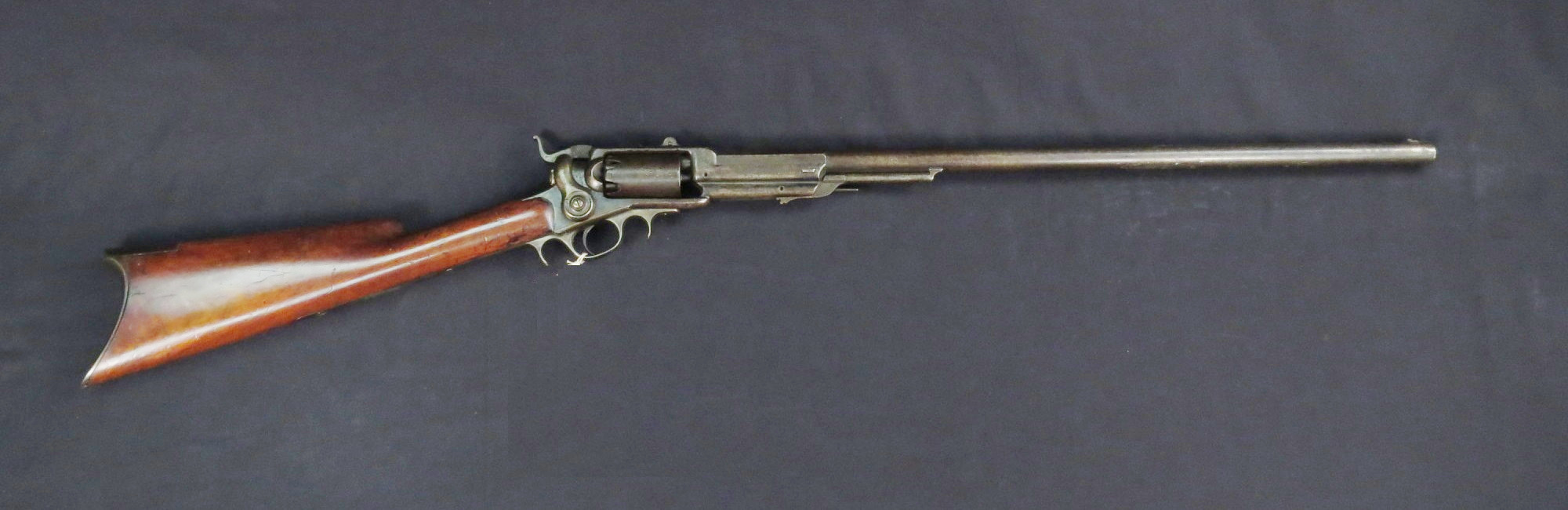
Um Colt Revolving Rifle 1st Model.

Com base no projeto "Sidehammer", a Colt produziu os rifles e carabinas "Sidehammer Model 1855" para uso militar e esportivo, bem como uma "espingarda revólver". Com a saúde financeira debilitada, a Colt expandiu sua fábrica na véspera da Guerra Civil, e começou a produção do novo revólver versão "Army" mais leve em calibre .44, seguido um ano depois pela versão "Navy" calibre .36.
Este foi produzido em uma versão de rifle, bem como uma carabina encurtada. Em 1855, tornou-se o primeiro rifle de repetição a ser adotado para o serviço pelas Forças Armadas dos Estados Unidos, mas problemas com o design impediram seu uso até 1857. O principal problema era que a pólvora às vezes vazava em condições de campo, alojando-se em vários recessos em torno do tambor de disparo. O gás quente vazando do intervalo entre o tambor e o cano após um disparo, acendia essa pólvora, que por sua vez, acendia a pólvora de todas as demais câmaras esperando para ser disparadas. Isso é conhecido como "fogo em cadeia" e era uma falha relativamente comum nas primeiras "armas revólveres" de percussão. Quando isso acontecia com o Colt Revolving Rifle, um spray de metal era lançado em direção ao o braço e a mão esquerda do usuário.
| O Colt Model 1855 Revolving Rifle · O Colt Model 1855 Revolving Rifle |  | Close do "revolving cylinder" do Colt Model 1855 Revolving Rifle. |

Como resultado, desenvolveu-se uma desconfiança na arma. Os comandantes tentaram contornar o problema de várias maneiras. O rifle precisava ser limpo de maneira adequada e completa, pois uma limpeza malfeita deixaria resíduos que aumentariam o risco de um incêndio em cadeia. Alguns comandantes instruíram seus homens a disparar a arma apenas apoiando-a diretamente na frente do guarda-mato ou segurando a alavanca de carregamento abaixada, que movia sua mão esquerda para fora do caminho de perigo durante um tiro em cadeia. Outros comandantes instruíram seus homens a carregar apenas uma única câmara, evitando que quaisquer incêndios em cadeia ocorressem. Carregar uma única câmara por vez também reduziu a arma a um único tiro e derrotou efetivamente todo o propósito de ter um rifle de repetição.

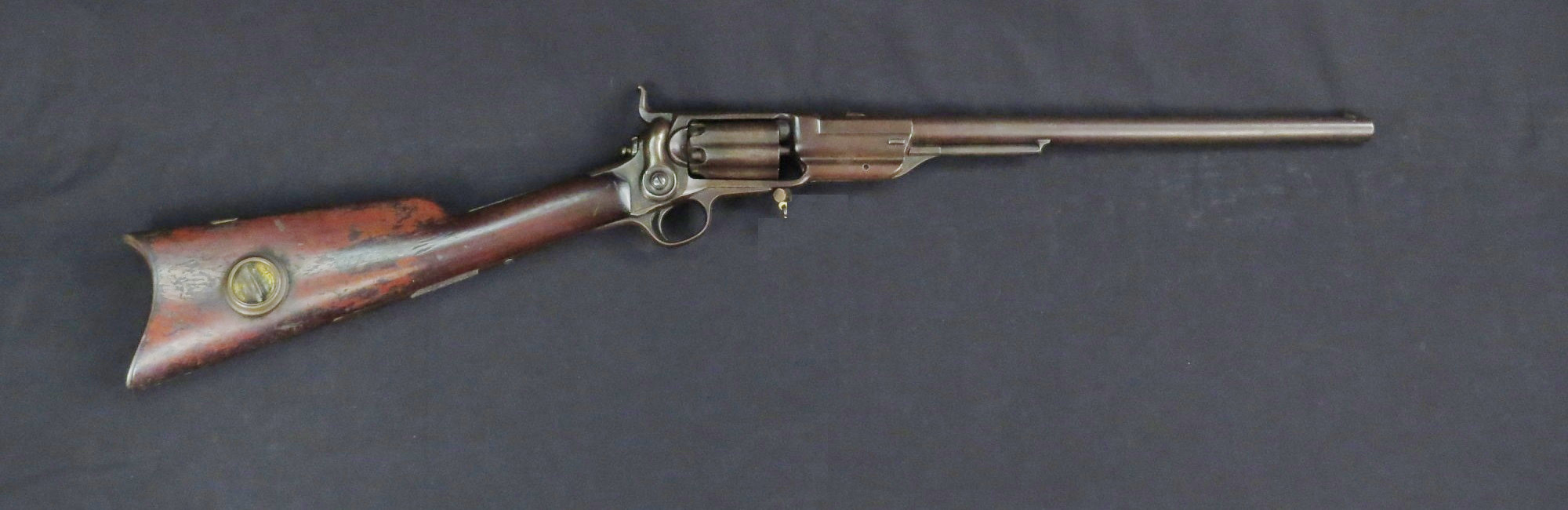
Uma Colt Revolving Carbine Model 1855.

Os "rifles revólveres" Brevete Colt Dragoon foram fabricados em Liège na Bélgica sob licença da Colt durante as décadas de 1850 a 1860.

## Projeto e recursos

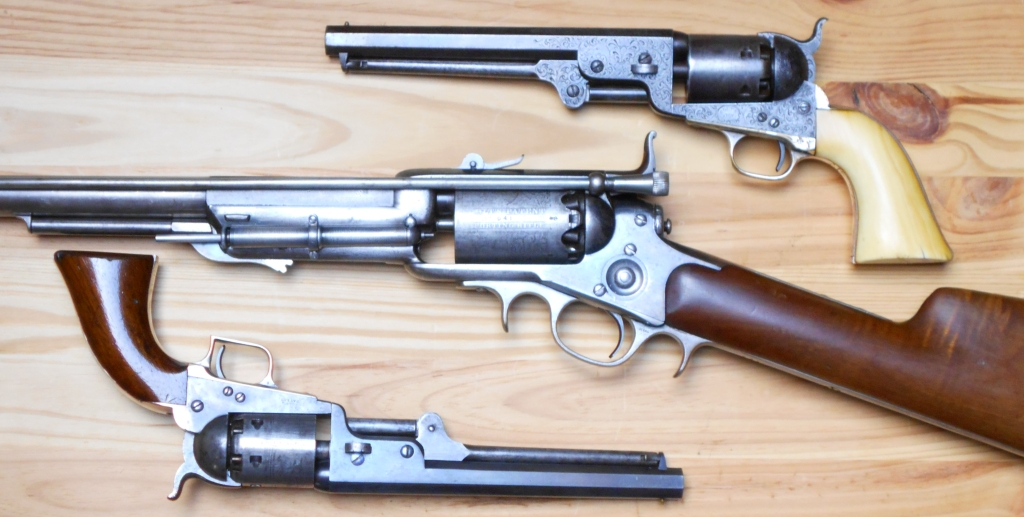
Dois Colt 1851 Navy Revolver no mesmo calibre e um Colt Root Model 1855 rifle, no calibre .36.

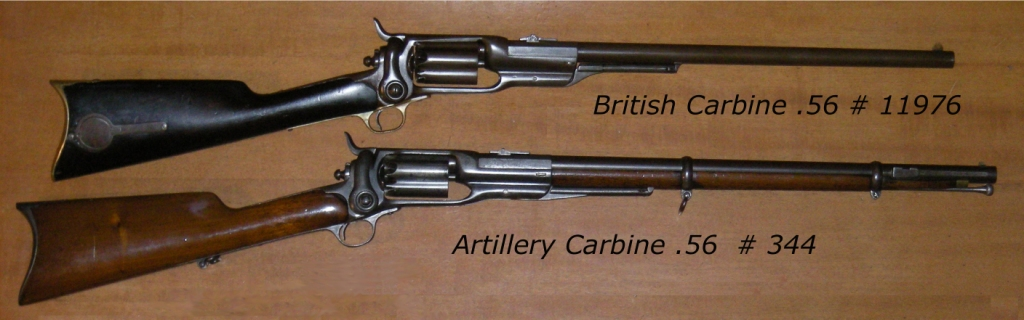
Duas Colt Root Carbine, calibre .56.

O design do "Colt revolving rifle" era essencialmente semelhante às "pistolas do tipo revólver", com um cilindro giratório que comportava cinco ou seis tiros em uma variedade de calibres de .36 a .64 polegadas.
O "Model 1855", que foi o "revolving rifle" mais amplamente produzido, estava disponível nos calibres .36, .44 e .56. Quatro comprimentos de cano estavam disponíveis: 15, 18, 21 e 24 polegadas. Um cilindro de seis tiros era usado se o calibre fosse .36 ou .44. Se o calibre era .56, um cilindro de cinco tiros era usado.
Um "revolving rifle" usava espoletas de percussão, como as "pistolas revólver" da época. Uma carga (consistindo de pólvora e uma bola de chumbo) era carregado pela frente da câmara (antecarga) e então comprimido com um êmbolo localizado abaixo do cano. Uma vez que as câmaras do cilindro fossem carregadas, espoletas de percussão eram colocadas sobre os bicos de ventilação na parte traseira do cilindro (sistema conhecido como "cap and ball"). Nessa condição a arma estava pronta para disparar. Além de ser suscetível a problemas de incêndio em cadeia, o projeto do cilindro giratório também tendia a espalhar estilhaços de chumbo no pulso e na mão do usuário quando isso ocorria. As "Pistolas revólveres" não sofriam desse problema, pois o usuário mantinha as duas mãos atrás do cilindro enquanto disparava.
Alguns modelos podiam ser equipados com espada ou baionetas de encaixe. A mira frontal servia como a alça de baioneta para uso com uma baioneta de encaixe, e aquelas adaptadas para baionetas do tipo "espada" tinham alças no lado direito.

## Utilização
Uma combinação de Colt Revolving Pistols e Revolving Rifles foram usados no "Pony Express" pelos oito homens que guardavam o perigoso caminho entre Independence, Missouri e Santa Fé, Novo México. Quando dúvidas foram levantadas sobre a capacidade desses oito homens de entregar as cartas de maneira confiável, o governo do Missouri declarou que "esses oito homens estão prontos, em caso de ataque, para disparar 136 tiros sem ter que recarregar. Não temos medo a respeito da segurança do correio". Todas as entregas de correio nesta rota foram concluídas com segurança.
O governo dos EUA comprou 765 Revolving carbine e Revolving rifle Colt antes da Guerra Civil. Muitos deles foram enviados para locais do sul e acabaram sendo usados pela Confederação. Depois que a guerra começou, a União comprou muito mais rifles e carabinas. Fontes discordam sobre o número exato comprado, mas aproximadamente 4.400 a 4.800 foram adquiridos no total durante a guerra.

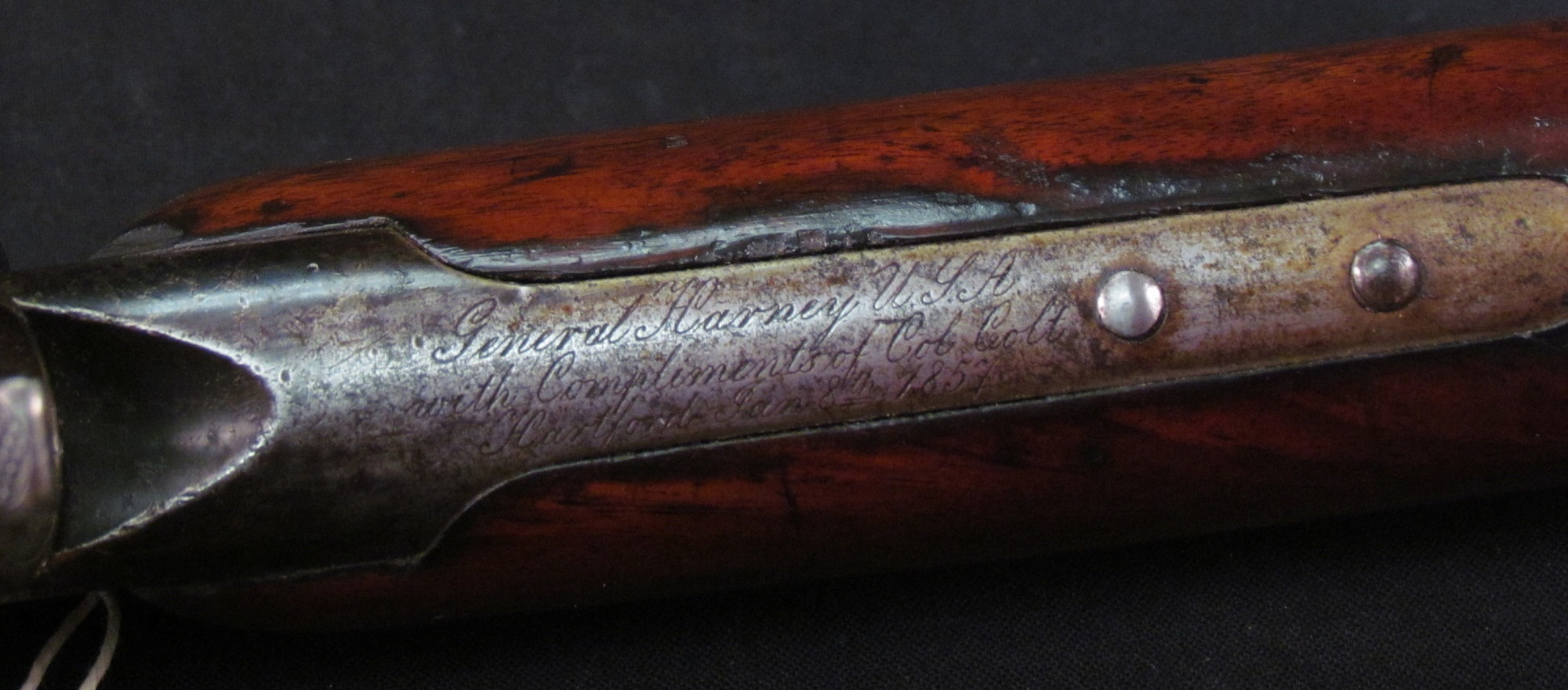
Um Colt Model 1855 Revolving Rifle com dedicatória ao General Harney.

A arma teve um desempenho excelente em combate, tendo ação com as forças do "21st Ohio Infantry Regiment" em "The Slaughter Pen" enquanto cobria a retirada da Brigada Jon Millers durante a Batalha de Murfreesboro e Snodgrass Hill durante a Batalha de Chickamauga durante a Guerra Civil Americana. O volume de fogo desta arma provou ser tão útil que as forças confederadas estavam convencidas de que estavam atacando uma divisão inteira, não apenas um único regimento, mas ainda assim, os "Ohioans" ficaram sem munição e se renderam. Apesar dessas vitórias, as falhas do rifle seriam fatais para a arma. Uma diretoria avaliou as evidências e decidiu interromper seu uso. Os rifles foram vendidos por 42 centavos cada, uma fração do custo de compra original de 44 dólares.
Muitos Revolving rifles foram adquiridos para uso das milícias de vários estados, e muitas companhias de milícias entraram na Guerra Civil armados com eles e nunca os usaram realmente em situações de combate. A Colt Company os fabricou em vários comprimentos na tentativa de adaptá-los aos vários ramos do serviço. Quando usados na Guerra Civil, os soldados em todos os ramos do serviço não gostaram muito deles por causa do flash e do barulho alto tão perto do rosto e recuo perigosamente forte quando várias câmaras eram acesas ao mesmo tempo. Um deles foi usado por Ned Kelly, durante o tiroteio com a "Victoria Police" em Glenrowan, Victoria, em 1880.

## Guerras
- Guerra Civil Americana
- Revolta de Janeiro
- Guerras Indígenas nos Estados Unidos
- Rebelião Indiana de 1857
- Guerras de fronteira da Austrália
- Guerras da Nova Zelândia
- Ataques Fenianos
- Levante Feniano
- Rebelião do Rio Vermelho

## Usuários
- Blackbirders
- Bushrangers
- Cowboys
- Garimpeiros de Ouro
- Caçadores de Bisão
- Comerciantes de pele
- Texas Rangers
- Métis
- Americanos nativos